# Karl Heinz Tragl
Karl Heinz Tragl (* 22. April 1936 in Wiesen; † 25. Dezember 2023) war ein österreichischer Internist, Wissenschaftler und Autor.

## Karriere
Karl Heinz Tragl promovierte 1961 in Wien. Er erhielt seinen Facharzt in Innerer Medizin nach der Ausbildung bei Ernst Lauda und Erwin Deutsch in der Ersten Medizinischen Universitätsklinik in Wien. Nach einem mehrjährigen Aufenthalt an der Universität Stanford in Kalifornien wurde Tragl 1976 an der Medizinischen Fakultät der Universität Wien im Fach Innere Medizin habilitiert, hielt seither regelmäßig Lehrveranstaltungen an der Universität ab und wurde 1977 zum Vorstand der 1. Medizinischen Abteilung des Kaiser-Franz-Josef-Spitals ernannt.
1975 erhielt er einen zusätzlichen Facharzt für Medizinische Laboratoriumsdiagnostik und 1991 für Nephrologie. 1982 übernahm er die Leitung des Ludwig Boltzmann Institutes für Altersforschung. 1992 wurde Tragl Leiter der 1. Medizinischen Abteilung und Ärztlicher Direktor des Donauspitals im Sozialmedizinischen Zentrum Ost, dessen Planung ebenfalls auf ihn zurückzuführen ist.
Er wurde 1986 in der Gesellschaft der Ärzte in Wien zum Vermögensverwalter und 2007 schließlich zum Präsidenten gewählt, bis er 2011 von Franz Kainberger in dieser Position abgelöst wurde. Im Jahre 2004 wurde Tragl in den Landessanitätsrat der Stadt Wien berufen. Für seine Verdienste in der medizinischen Wissenschaft und dem Wiener Gesundheitswesen wurden ihm 2002 das Goldene Ehrenzeichen für Verdienste um das Land Wien und 2006 die Billroth-Medaille verliehen. Ab 2003 befand sich Tragl im Ruhestand. Seine Urne wurde in Wiesen beigesetzt.

## Publikationen (Auswahl)

### Bücher und Buchbeiträge
- Handbuch der Internistischen Geriatrie. Springer-Verlag, 1999, ISBN 3-211-83227-0.
- Operationen an älteren Menschen: nicht-chirurgische Aspekte. Springer-Verlag, 2004, ISBN 3-211-22323-1.
- Chronik der Wiener Krankenanstalten. Böhlau-Verlag, 2007, ISBN 978-3-205-77595-9.
- Das Kaiser Franz Josef Spital. Compress-Verlag, 1985, ISBN 3-215-06380-8.
- Internistische Geriatrie. Springer-Verlag, 1986, ISBN 3-211-81904-5.
- Synkopen, Stürze und Frakturen des betagten Menschen. Maudrich-Verlag, 1991, ISBN 3-85175-555-3.
- mit Walter Reinagl: Donauspital – Sozialmedizinisches Zentrum Ost der Stadt Wien: Planung ; Errichtung ; Betrieb. Compress-Verlag, 1997, ISBN 3-900607-33-8.
- Stürze im Alter. Maudrich Verlag, 2001, ISBN 3-85175-770-X.

### Wissenschaftliche Publikationen
- mit S. Kudrnovsky-Moser, S. Jungwirth, S. Zehetmayer, W. Krampla und P. Fischer: Recovery from possible late-onset Alzheimer's dementia? Evidence from a longitudinal community-based age-cohort study. In: J Am Geriatr Soc. 61, 2013, S. 1415–1417. PMID 23937493
- mit C. Wehrberger, S. Jungwirth, P. Fischer, W. Krampla, W. Marlies und S. Madersbacher: The relationship between cerebral white matter hyperintensities and lower urinary tract function in a population based, geriatric cohort. In: Neurourol Urodyn. 33, 2014, S. 431–436. PMID 23775725
- mit M. Hinterberger, S. Zehetmayer, S. Jungwirth, K. Huber, W. Krugluger, T. Leitha, W. Krampla und P. Fischer: High cortisol and low folate are the only routine blood tests predicting probable Alzheimer's disease after age 75-results of the Vienna Transdanube Aging Study. In: J Am Geriatr Soc. 61, 2013, S. 648–651. PMID 23581921
- mit N. Mossaheb, S. Zehetmayer, S. Jungwirth, S. Weissgram, M. Rainer und P. Fischer: Are specific symptoms of depression predictive of Alzheimer's dementia? In: J Clin Psychiatry. 73, 2012, S. 1009–1015. PMID 22687442
- mit C. Wehrberger, S. Madersbacher, S. Jungwirth und P. Fischer: Lower urinary tract symptoms and urinary incontinence in a geriatric cohort – a population-based analysis. In: BJU Int. 110, 2012, S. 1516–1521. PMID 22409717